# Antonín Bořuta
Antonín Bořuta (* 26. října 1988 ve Zlíně) je český lední hokejista hrající na postu obránce.

## Kariéra
V dorosteneckých a juniorských soutěžích nastupoval za Zlín a v jeho dresu se také prvně objevil v Extralize ledního hokeje (v sezóně 2007/2008). Svůj první extraligový gól vstřelil v sezóně 2008/2009. Vypomáhal však také celkům z nižších soutěží, a tak v sezóně 2007/2008 odehrál 4 utkání za LHK Jestřábi Prostějov, v sezóně 2009/2010 14 utkání za VHK Vsetín a o rok později 13 utkání za HC Olomouc a dalších 6 utkání v play-off za Orli Znojmo. Od sezóny 2011/2012 hrál za Orli Znojmo rakouskou Erste Bank Eishockey Ligu. Po sezóně 2015/2016 ovšem tento klub opustil a přestoupil do Zlína. Následně se vrátil do Znojma, v roce 2018 nastupoval jako host v AZ Havířov, roku 2019 se vrátil opět od Znojma a v roce 2020 opět nastupoval v Havířově. Roku 2021 působil v ICE Hockey League v HC Innsbruck a v EIHL hrál v týmu Sheffield Steelers. V roce 2022 se z Rakouska vrátil zpět do svém vlasti, kde nastupuje v barvách třebíčského klubu. Pokračoval tam i v sezónách 2023/24 a 2024/25.
V roce 2008 reprezentoval Českou republiku na mistrovství světa dvacetiletých, kde tým obsadil páté místo.